# Тимпаноцентеза
Тимпаноцентеза, миринготомија, тимпанотомија, тимпаностомија врста је хируршког лечења у коме се након инцизија у подручју бубне опне иглом аспирира течност накупљена у средњем уву. Овом методом се потврђује присуство ексудата  и откривају микроорганизми одговорни за евентуалну инфекцију унутрашњег ува.

## Историја
Поступак је  први пут описан 1768. године и од тада се користи за лечење акутне упале средњег уха.  Тимпаноцентеза је била посебно популаран у преантибиотској ери. Од тада је њена употреба опала. Сада се углавном користи за лечење сложених случајева који нису реаговали на терапију антибиотиком, као и за олакшавање испоруке лекова директно у средње и унутрашње уво.

## Етимологија
Етимолошки:
- Тимпаноцентеза (лат. tympanum - бубањ + префикс centesis - пункција или перфорација) пункција или перфорација бубне опне како би се из ушне шупљине уклонила течност

- Миринготомија (myringo, од лат. myringa - бубна опна,[3] +  префикс tomyа - сечење , рез , пресек)[5]
- Тимпанотомија (лат. tympanum - бубањ  +  префикс tomyа - сечење , рез , пресек) )  значи "пресецање бубне опне",
- Тимпаностомија (лат. tympanum - бубањ + префикс  stomyа - стома, рупа, отвор)  значи "направити стому  или рупу  у бубној опни за приступ , исхрану или елиминацију отпада.

## Номенклатура
Речи миринготомија, тимпанотомија, тимпаностомија и тимпаноцентеза се преклапају у значењу. Основна идеја сваког од њих је изрезивање отвора у бубној опни како би се омогућило да течност прође кроз њега. 
Понекад се прави разлика између миринготомије/тимпанотомије и тимпаностомије, упоредо са општом разликом између  отомије (резања) и  остомије (стварање стоме или рупе са одређеним степеном постојаности или полутрајности). Разлика је у томе што само тимпаностомија укључује пласирање тимпаностомске цеви ради стварања полутрајне стоме (рупе). Ова разлика у употреби није увек навођена. 
Реч тимпаноцентеза означава центезу или инцизију буне опне уциљу дренажа течности из средњег ува обично узрокована упалом средњег уха, коришћењем игле малог пречника за пробијање бубне опне. 

## Индикације
Индикације за тимпаноцентезу су:
- јаки болови у уву (који се тимпаноцентезом одмах смањују),
- тешки облици акутног запаљења средњег ува са неодговарајућим одговором на антимикробну терапију, висока температура,
- акутно запаљења средњег ува удружено са мастоидитисом или менингитисом, и другим гнојним компликацијама,[6]
- акутно запаљење средњег ува новорођенчади
- акутно запаљења средњег ува код имунодефицијентних болесника.[7]

Осим наведеног, тимпаноцентеза се користи за учвршћивање уграђене вентилационе цевчице која ће поправити слух у хроничном секреторном запаљењу ува.  
Тимпаноцентеза се може размотрити и код оних који учествују у сувим хипербаричним активностима као што су ХБОТ, рад у кесонима и летење у авиону под притиском.
Неке болнице користе профилактичку тимпаноцентезу код новорођенчади и интубираних пацијената, међутим, ово није стандардни третман.  

## Контраиндикације
Тимпаноцентеза у било ком облику није прихватљива опција за оне који учествују у ронилачким  активностима са ризиком од уласка воде у простор средњег уха и могућих компликација. 
Тимпаноцентезу не треба разматрати нити користити рутински као профилактички модалитет код асимптоматских одраслих пацијената.

## Начин извођења
Тимпаноцентеза или миринготомија изводи се тако што се специјалним инструментом врши инцизија у подручју бубне опне и иглом аспирира евентуално накупљена течност. 
Због густе слузи, понекад је потребно уштрцати слани раствор или муколитичке лекове попут хромотрипсина како би се извршило претходно разређење слузи пре аспирације.

## Копликације и ток
Компликације су врло ретке, а место парацентезе спонтано зараста. 